# Processo Casa Pia
O Processo Casa Pia ou Caso Casa Pia, por vezes referido por Escândalo da Casa Pia, refere-se a abusos de menores envolvendo várias crianças acolhidas pela Casa Pia de Lisboa, uma instituição gerida pelo Estado português para a educação e suporte de crianças pobres e órfãos menores. O caso veio a público a 23 de setembro de 2002, quando um antigo aluno da Casa Pia, em entrevista à jornalista Felícia Cabrita, alegou ter sofrido de abusos sexuais, enquanto jovem. Os principais responsáveis desses abusos eram figuras públicas e um ex-funcionário da Casa Pia, Carlos Silvino da Silva (Cercal do Alentejo, 14-08-1956), mais conhecido como Bibi. A Polícia Judiciária estima que mais de 100 rapazes e raparigas, dos 4600 alunos inscritos na Casa Pia nessa altura, possam ter sido abusados sexualmente.

## Primeiras revelações
Embora alguns relatos de abuso datem de antes da Revolução dos Cravos, em 1974, só em 1981 a Polícia Judiciária acusou um funcionário da Casa Pia de violar dezenas de crianças durante um período de 30 anos, e de fornecer crianças para vários homens de nacionalidade portuguesa e estrangeira, incluindo algumas personalidades proeminentes de Portugal.

## Segundas revelações
O caso ressurgiu quando vários ex-casapianos (nome dado às crianças que foram acolhidas na Casa Pia) denunciaram os abusos cometidos. As acusações ligavam alguns políticos, diplomatas e celebridades dos média. O escândalo veio a público em setembro de 2002, quando a mãe de uma das alegadas vítimas, conhecida como Joel, se queixou de abuso por um funcionário da Casa Pia.
Antigos alunos da Casa Pia avançaram para publicamente acusar várias personalidades de abuso sexual. A revista Visão relatou que um diplomata português, Jorge Ritto, foi demitido do seu posto de cônsul em Estugarda (1969-1971) depois de autoridades alemãs se queixarem a Lisboa sobre o seu envolvimento com um rapaz de menor idade num parque público.
A 29 de dezembro de 2003, o Procurador-geral da República, José Souto de Moura, acusa formalmente várias personalidade de abusos sexuais a menores:
- Carlos Silvino, funcionário da Casa Pia e antigo aluno da instituição.
- Herman José e Carlos Cruz, duas estrelas da televisão portuguesa (as denúncias contra Herman José foram arquivadas).
- O arqueólogo subaquático Francisco Alves e o antigo médico da Casa Pia, Ferreira Diniz (Francisco Alves foi apenas julgado à parte por posse ilegal de arma).[5]
- O ex-Ministro da Segurança Social do governo de António Guterres e na época deputado do Partido Socialista, Paulo Pedroso.
- O embaixador Jorge Ritto.[1]

Paulo Pedroso, que era responsável governamental pela Casa Pia, era suspeito de 15 casos de violência sexual contra menores, alegadamente corridos entre 1999 e 2000. O seu caso foi posteriormente arquivado. Em setembro de 2008, um tribunal português ordenou que o Estado pagasse 100 000 euros ao ex-ministro, por ele ter sido detido erroneamente por acusações de pedofilia.
O líder do Partido Socialista na altura, Eduardo Ferro Rodrigues, que era um amigo pessoal íntimo de Paulo Pedroso, ofereceu-se para submeter-se a interrogatório pela polícia após "ter sabido de planos para o implicar o escândalo". O semanário Expresso publicou um relatório a 25 de Maio de 2003 de quatro crianças que diziam ter visto Ferro Rodrigues em locais onde o abuso sexual estava a ter lugar. O jornal disse que não havia evidências que Ferro Rodrigues estaria envolvido pessoalmente, e o Procurador-Geral insistiu que ele não era suspeito. Ferro Rodrigues colocou uma queixa em tribunal por difamação contra duas das testemunhas que o implicaram, mas o tribunal e instâncias superiores a quem foi pedido recurso, não pronunciaram as duas testemunhas por "por falta de provas" e porque "não estavam preenchidos os elementos do tipo de crime que fundamenta a queixa [de difamação]".
A jornalista Inês Serra Lopes, filha de Serra Lopes, advogado de Carlos Cruz, viu-se envolvida no caso devido ao seu papel no caso do sósia do Carlos Cruz.  Pelo seu envolvimento, a jornalista foi condenada pelo Tribunal da Relação de Lisboa a um ano de prisão pelo crime de favorecimento pessoal na forma tentada. Foi também avançado que João Braga Gonçalves, detido no âmbito do processo da Universidade Moderna, também participou na tentativa de manipulação de provas.
O Primeiro-Ministro da altura, José Manuel Durão Barroso, prometeu restaurar a vida e a honra da instituição e permitiu que a nova directora Catalina Pestana (1947-2018), nomeada em 2002 pelo Ministério da Segurança Social e do Trabalho, na altura tutelado por Bagão Félix, provedora da Casa Pia, reformasse a instituição. Como resultado, vários funcionários da Casa Pia foram despedidos depois das revelações de 2002. Contudo, Pestana informou o parlamento e os media, pelo menos até 2007, que poderia haver ainda pedófilos no sistema da Casa Pia. Também criticou as mudanças legais feitas depois do começo do julgamento, sobre as quais afirma terem sido feitas para ajudar os que estavam presentes no tribunal.
O escândalo teve o efeito de aumentar a percepção do público sobre o abuso sexual de crianças. O número de incidentes denunciados à polícia portuguesa aumentou imenso desde que o escândalo foi revelado.

## Cronologia
A 1 de Fevereiro de 2003 é detido o apresentador de televisão Carlos Cruz (sendo posteriormente libertado a 4 de Maio de 2004 ficando em prisão domiciliária), o advogado Hugo Marçal e o médico Ferreira Diniz, por "fortes indícios" da prática dos crimes de abuso sexual de menores e lenocínio (incentivo à prostituição). Hugo Marçal é libertado mediante o pagamento de uma caução de 10 mil euros.
A 1 de Abril de 2003 é detido o ex-provedor-adjunto da Casa Pia de Lisboa, Manuel Abrantes, (sendo posteriormente libertado a 7 de Maio de 2004 ficando em prisão domiciliária).
A 20 de Maio de 2003 é detido o embaixador Jorge Ritto (posteriormente libertado a 2 de Abril de 2004, mas obrigado à apresentação semanal às autoridades policiais e a não se ausentar do concelho onde reside).
A 14 de Julho de 2003, a partir do depoimento de Orlando Romano, o então director da Direcção Central de Combate ao Banditismo da Polícia Judiciária, concluiu-se que António Costa, então ministro da Administração Interna, sabia uma semana antes da detenção de Paulo Pedroso por alegados actos de pedofilia que este e Ferro Rodrigues se encontravam referenciados pelas autoridades.
O julgamento iniciou em 25 de Novembro de 2004, com sete arguidos: Carlos Silvino, Carlos Cruz, Jorge Ritto, Ferreira Diniz, Manuel Abrantes, Hugo Marçal e Gertrudes Nunes. O caso arrastou-se durante anos, com audiências públicas e não públicas para auscultar as alegadas vítimas.
Carlos Silvino confessou-se culpado de 639 crimes relacionados ao abuso de menores, tendo incriminado os outros arguidos.
Estava marcada a leitura da sentença para o dia 5 de Agosto de 2010, mas sofreu um adiamento para o dia 3 de Setembro de 2010.

## Leitura do acórdão
A leitura do acórdão começou em 3 de Setembro de 2010. O colectivo de juízes considerou provado que todos os arguidos praticaram ou favoreceram abusos sexuais a ex-alunos da Casa Pia, na altura menores de idade. Consideraram também provado que a "casa de Elvas" de Gertrudes Nunes era usada com o seu conhecimento para a prática dos abusos. Carlos Silvino é considerado culpado por vários abusos de menores, na garagem da Casa Pia e em outros locais. Os juízes consideram também provado que Carlos Cruz cometeu abusos na "casa das Forças Armadas" com um menor de 14 anos, e na casa de Elvas, com um menor de 16 anos. A juíza Ana Peres informa que apenas será lida uma versão resumida do acórdão, e que a versão completa será disponibilizada em formato digital.
Entretanto, o colectivo de juízes deliberou as penas a aplicar aos arguidos, a saber:
- Carlos Silvino : 18 anos de prisão efectiva;
- Carlos Cruz: 7 anos de prisão;
- Manuel Abrantes: 5 anos e 9 meses de prisão;
- Jorge Ritto: 6 anos e 8 meses de prisão;
- Ferreira Diniz: 7 anos de prisão;
- Hugo Marçal: 6 anos e 2 meses de prisão;
- Gertrudes Nunes: absolvida.

## Rescaldo
- Foi divulgado que Carlos Tomás, um jornalista por conta própria que escreveu um livro com uma ex-mulher de Carlos Cruz, alegadamente pagou 15 mil euros a uma das testemunhas mais relevantes do processo para alterar a sua versão dos acontecimentos,[17] informação entretanto negada pelos visados.[18][19] O mesmo jornalista entrevistou Carlos Silvino para a revista Focus, onde este também negou o que declarou no processo.

- Bernardo Teixeira, uma das vítimas de pedofilia na Casa Pia, declarou em 2011 que outros rapazes estavam a ser abordados para alterarem os testemunhos. "São só os que envolveram determinadas pessoas, como a figura mais mediática do processo. Todos os que não o envolvem não estão a ser contactados".[20]

- No âmbito da acção judicial que Paulo Pedroso moveu contra o Estado, o Supremo Tribunal de Justiça concluiu que a prisão preventiva a que foi submetido Paulo Pedroso foi bem decidida, por haver «fortes e consistentes indícios» da prática de abusos sexuais de jovens da Casa Pia por parte de Paulo Pedroso e que era «bastante provável» nessa altura que viesse a ser condenado em julgamento.[21] Foi ainda indicado que «a prova produzida evidência» que altas figuras do PS fizeram uma série de «diligências» que perturbavam o processo e pressionariam as testemunhas.[21]